# Жан Огюст Мари Тийо
Жан Огюст Мари Тийо (на френски: Jean Auguste Marie Tilho) е френски армейски офицер, картограф, топограф, изследовател на Централна Африка и Сахара. Член на Парижката академия на науките (1932).

## Ранни години (1875 – 1898)
Роден е на 1 май 1875 година в град Дом, департамент Дордон, Франция. От 1895 е на военна служба в бившите френски колонии и през 1895 – 1896 участва в колонизаторската експедиция по завземането на Мадагаскар, след това на Сенегал, Гамбия и Бенин.

## Експедиционна дейност (1899 – 1935)
През 1899 – 1902 г. ръководи изследователска експедиция като картира средното течение на река Нигер и езерото Чад. Едновременно с това Тийо извършва огромна дейност за комплексното изследване на природа и населението на посетените райони.
През 1902 – 1905 г. участва в смесената френско-британска експедиция по демаркацията на границите между Франция и Великобритания в Сахара.
През 1908 – 1909 г. извършва ново точно топографско заснемане на езерото Чад и котловината Боделе.
През 1911 – 1912 г. извършва топографски измервания в Алжирска Сахара.
През 1912 – 1917 г. в състава на френска военна експедиция изследва платата Тибести (3415 м) и Енеди (1450 м), като открива и картира платото Ерди (1115 м). Точните топографски скици и подробните описани на посетените райони стават основа за по-нататъшното опознаване на проучените от него области. Маршрутните му топографски снимки достигат 10 хил. км дължина. Всичко това му позволява да подготви за отпечатване 4 листа от международната милионна карта на света, обхващащи значителни части от Централна Сахара.
През 1935 картира басейните на реките Бенуе, Шари и Логоне.

## Трудове
- „Documents scientifiques de la Mission Tilho (1906 – 1909)“, Vol. 1 – 3, Paris, 1910 – 1914;
- „Du lac Tchad aux montagnes du Tibesti“, Paris, 1926.